# Seyqaldeh
Seyqaldeh (em persa: صيقل ده, também romanizada como Şeyqaldeh; também conhecida como Şeyqalandeh) é uma aldeia do distrito rural de Dehgah, situada no condado de Astaneh-ye Ashrafiyeh, na província de Gilan, no Irã. Segundo o censo de 2006, sua população era de 201, em 62 famílias.